# Billy Hart
Billy Hart (Washington, 1940. november 29. –) amerikai dzsesszdobos, zenepedagógus. Csak zenekarvezetőként 600 fölötti a felvételeinek száma.
Ha valaki legendákkal játszik, előbb-utóbb maga is azzá válik.

## Pályakép
A dzsessztörténet olyan nagy neveivel dolgozott, mint Otis Redding, Sam and Dave, Buck Hill, Shirley Horn, a Montgomery Brothers, Jimmy Smith, Wes Montgomery, McCoy Tyner, Wayne Shorter, Joe Zawinul, Eddie Harris, Pharoah Sanders, Marian McPartland.
Tagja volt Herbie Hancock szextettjének (1969–1973), együtt játszott McCoy Tynerrel (1973–1974), Stan Getzcel (1974–1977), a Questtel (1980-as évek), Miles Davisszel.
Oktató az Oberlin Conservatory of Musicban, New England Conservatory of Musicban, a Western Michigan Universityn. Magánórákat is vezet a The New School és a New York University révén. Órái vannak a Stokes Forest Music Campon és a Dworp Summer Jazz Clinic in Belgiumon is.

## Lemezei
- Enchance (1997)
- Oshumare (1985)
- Rah (1987)
- Amethyst (1993)
- Oceans of Time (1997)
- Billy Hart Quartet (2006)
- Live at the Cafe Damberd (2011)
- Sixty-Eight (2011)
- All Our Reasons (2012)
- One Is the Other (2014)
- Billy Hart with the WDR Big Band (2016)
- Route F (2020)